# 蘇努
蘇努（穆麟德轉寫：sunu，1648年—1724年），清朝宗室。努尔哈赤玄孙、贝子杜努文之独子。
初袭镇国公，累进贝勒。苏努得到康熙帝的寵信，因而歷任宗人府左宗正，宁古塔将军，奉天将军，镶红旗满洲都统、玉牒馆总裁，镶红旗蒙古都统，宗人府左宗人。1657年袭镇国公，1697年晋封固山贝子，1722年晋封多罗贝勒。雍正二年（1724年）5月，苏努因与廉亲王胤禩为朋党而被定罪，削除爵位，废黜宗室资格，11月卒，1726年剖棺戮尸。他與家人均嚮慕天主教，其中一子更親近允禟參與擁立八爺黨，以致全家都被流放。所以雍正帝因而禁教。